# 注文者責任
注文者責任（ちゅうもんしゃせきにん）とは、請負人に対する注文や指図につき注文者に過失があった場合に、注文者は請負人が第三者に加えた損害を賠償しなければならない責任をいう（民法第716条但書）。

## 概要
注文者とは異なり、使用者は被用者に対して直接的に指揮する立場にあることから被用者が第三者に加えた損害につき使用者責任（民法第715条）を負わなければならないのに対し、通常、注文者は請負人に対して直接的に指揮する関係にはないので、注文者は請負人がその仕事について第三者に加えた損害を賠償する責任を負わない（民法第716条本文）。ただし、注文や指図について注文者に過失があった場合には注文者は請負人が第三者に加えた損害を賠償しなければならないものと定められている（民法第716条但書）。